# 大迫敬介
大迫敬介（日语：／ Ōsako Keisuke，1999年7月28日—），日本足球運動員，司職守門員，現效力日職球隊廣島三箭，日本國家足球隊成員。

## 俱樂部生涯
1999年他出生于鹿儿岛县出水市，2015年初中毕业后的大迫敬介来到了广岛，加盟了广岛三箭青年队，并进入广岛县立吉田高中就读。在青年队时期大迫敬介始终是日本各级青年队的成员，2018年高中毕业的大迫敬介顺利升入广岛三箭一线队。
不过由于广岛三箭一线队中有着林卓人这位日本前国家隊守门员的存在，大迫敬介在自己的首个赛季中并未得到出场机会。
2019年初，主力门将林卓人在训练中受伤，在亚冠资格赛同泰国球队清莱联的比赛中，大迫敬介迎来了一线队首秀，他也用出色的发挥帮助广岛三箭杀入亚冠正赛。从此19岁的大迫敬介便坐稳了广岛三箭的首发位置，打满了之后全部12场联赛。
大迫敬介在联赛的传中破坏率达到42.3%，高居日职联赛第一位，扑救禁区外射门的成功率达到66.7%，排名日职联赛第2位。

## 國家隊生涯
大迫敬介此前曾分别在日本U18、日本U19及日本U20足球代表队有过出场经历。
大迫敬介入选了日本国家足球队并于2019年美洲杯对阵智利的比赛中完成国家队首秀。
因为通过本赛季出色的发挥，他已经被锁定为2020东京奥运日本国奥队在门将位置上的最佳人选。

## 外部連結
- 大迫敬介的X（前Twitter）
- 大迫敬介的Instagram帳戶